# Oud-Beijerland
Oud-Beijerland  este o comună și o localitate în provincia Olanda de Sud, Țările de Jos. 

## Localități componente
Oud-Beijerland, Vuurbaken, Zinkweg.